# Водіння Тура

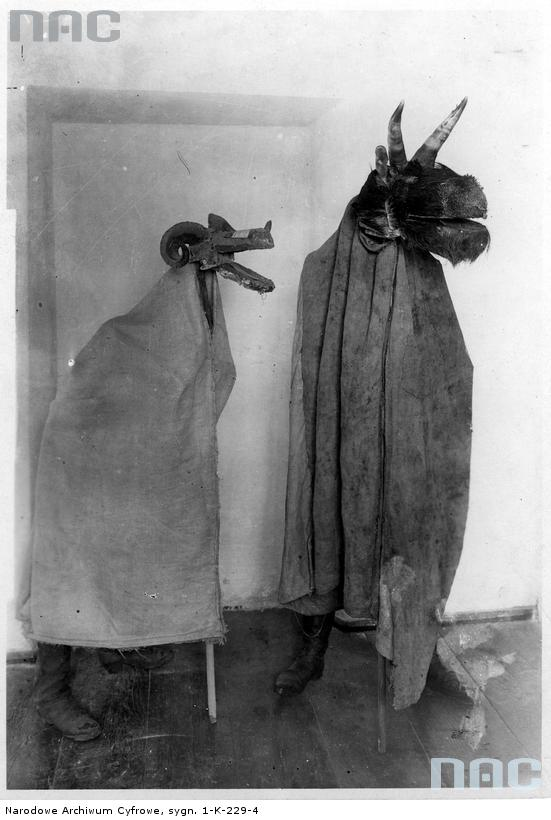
Турони, 1926 рік

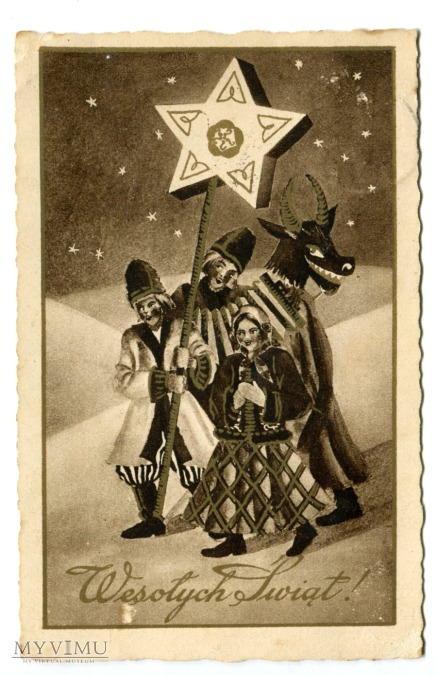
Ходунки Kolęda з туроном

Водіння Тура — слов'янський обряд, під час якого водили чоловіка, ряженого биком. Це відбувалось на Святки, Масляну або Трійцю.

## Образ тура
Той, хто грав Тура, накривався полотном тканини або овечої шкури, тримаючи перед собою дерев'яний стовп, увінчаний бичачою головою, що плюхається щелепою, рогами.
Турон ходить згорблений або ведений на мотузці.
Кожного разу, коли група колядників заходила в будинок, Тур стрибав навколо, танцюючи та ричачи, як осел. Тур особливо любить бігати за жінками, яких він ганяє по дому, провокує, а іноді б'є щелепою. Під час колядного співу Тур плескає щелепою в ритмі пісні. 
Намордник Тура зроблений з тонкого дерева, покритий кролячою шкірою і великий, тому він може проковтнути яблуко цілим або випити склянку горілки одним пострілом.  Вважається, що алкоголь, який звір вживає майже у кожному господарстві, робить його поведінку зухвалішою. Тур тримає дві палиці, якими він б'є по підлозі при кожному русі, перестрибуючи через них і через табурети в будинку.
У якийсь момент важливий момент Тур непритомніє, і тоді всі намагаються його реанімувати за допомогою масажу, запалюючи сіно як своєрідний ладан, вливаючи горілку в морду чучела. Тур одужує і знову починає базікати, що часто повідомляє про закінчення візиту.
У кожному регіоні Польщі Тур відрізняється за формою. Краківський Тур супроводжує колядників, які несуть зірку під час Водохреща (6 січня).
У повіті Кельце міський народ гуляв по селу з Туром протягом останнього тижня Карнавалу.  Подібний звичай відомий у Тарнові, де Тур супроводжується іншими діячами: татарин (турецька людина) та Жид (єврей). У Мельци, люди ходять з Туром на Святвечір . 
Коли Тур стає нестерпним для родини, вони співають пісню, щоб вигнати його: 
Idź, turoniu, do domu

nie zawadzaj nikomu

nie tuś się wychował

nie tu będziesz nocował

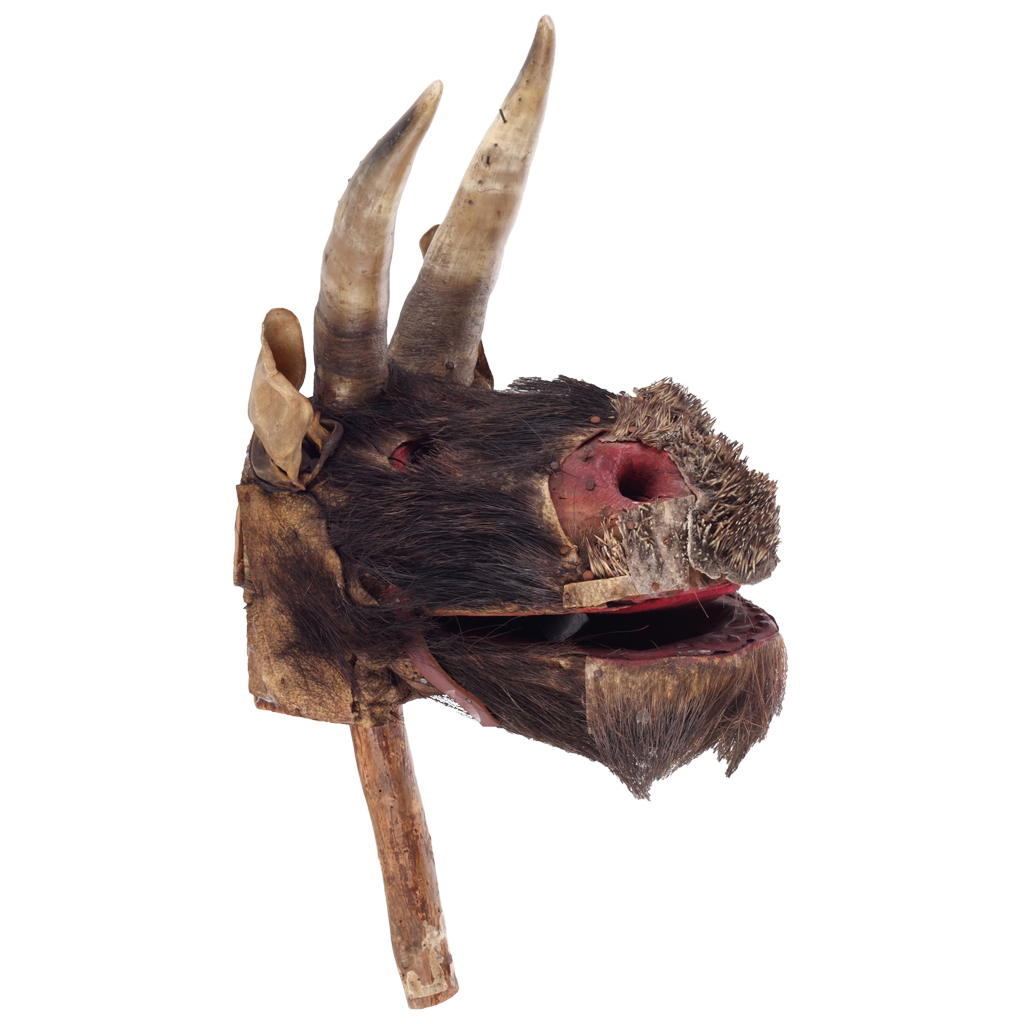
Голова Туроня зі Старого Сонча

Домогосподар передає колядникам «викуп» у вигляді грошей та подарунка від комори. Потім колядники дякують за частування і йдуть до сусіднього будинку.

## Етимологія
За словами Оскара Кольберга: "Аврох як тварина — це чуже ім'я для східних мов і воно відноситься до бика — отже, воно належить до термінології та звичаїв язичницьких слов'янських культури, в якій аврохи були емблемою Сонця, а в його назві було свято, яке називається Туржице. Проте Тур повинен вважатися таким; з дня Різдва народжується нове Сонце, яскравіше і довше воно світить із приходом нового літа ". 

## Символізм
Тур — символ родючості, спосіб бажань за допомогою жестів. Він чіпає домочадців своїми рогами, щоб передати родючість.